# Astrid Vierthaler
Astrid Vierthaler (* 30. November 1982 in Hallein) ist eine ehemalige österreichische Skirennläuferin. Sie wurde 2001 Juniorenweltmeisterin in der Abfahrt und 2003 Österreichische Staatsmeisterin in dieser Disziplin.

## Biografie
Vierthaler begann mit drei Jahren mit dem Skifahren und bestritt ihre ersten Rennen drei Jahre später. Sie absolvierte die Skihauptschule und Skihandelsschule in Schladming und ist Mitglied des Sportklub Filzmoos. 1997 gewann sie den Super-G des Whistler Cups. Ihre ersten FIS-Rennen bestritt sie als 15-Jährige im Dezember 1997, der erste Sieg folgte ein Jahr später in einem Slalom. Der erste Einsatz im Europacup folgte bereits im Jänner 1999, nachdem sie kurz zuvor erneut einen FIS-Slalom gewonnen hatte. Bei den österreichischen Jugendmeisterschaften 1999 konnte sie in ihrer Altersklasse Slalom, Super-G und Kombination für sich entscheiden und wurde am Ende der Saison in den ÖSV-Kader aufgenommen.
Ab der Saison 2000/01 nahm sie regelmäßig an Europacuprennen teil, am 10. Jänner 2001 folgte der erste Sieg beim Super-G in Tignes. Am Ende der Saison wurde sie Zweite der Abfahrtswertung, womit sie einen Fixplatz für die kommende Weltcupsaison hatte, und Sechste der Super-G-Wertung. Im Februar 2001 nahm Vierthaler an den Juniorenweltmeisterschaften im schweizerischen Verbier teil und erreichte ihren bis dahin größten Erfolg: Sie gewann die Goldmedaille in der Abfahrt vor Maria Holaus und Maria Riesch.
Am 22. November 2001 nahm die damals noch 18-Jährige erstmals an einem Weltcuprennen teil, konnte sich jedoch bei dem Slalom in Copper Mountain nicht für den zweiten Durchgang qualifizieren. Die ersten Weltcuppunkte folgten bereits eine Woche später bei der Abfahrt in Lake Louise mit Platz 20. Am 13. Jänner 2002 erreichte sie als Neunte der Kombination von Saalbach-Hinterglemm ihr bestes Weltcupergebnis, einen Monat später wurde sie 15. bei der Abfahrt in Åre. Ende Februar 2002 nahm sie an den Juniorenweltmeisterschaften im italienischen Tarvisio teil und gewann diesmal in der Abfahrt die Silbermedaille hinter Julia Mancuso.
Im Frühjahr 2002 zog sich Vierthaler einen Kreuzbandriss zu und startete deshalb im Winter 2002/03 vorwiegend bei Europacup- und FIS-Rennen. Am Ende der Saison gewann sie überraschend den österreichischen Staatsmeistertitel in der Abfahrt vor Michaela Dorfmeister. Auch in der folgenden Saison kam sie nur im Europacup zum Einsatz, erreichte jedoch mit einem Sieg und drei weiteren Podestplätzen den zweiten Platz in der Abfahrtsdisziplinenwertung und somit einen Fixplatz für die kommende Weltcupsaison. Von 2003 bis 2007 war Vierthaler als Heeressportlerin im Heeressportzentrum des Österreichischen Bundesheers aktiv. 2004/05 erreichte sie in sechs Weltcup-Abfahrten die Punkteränge, ihre besten Platzierungen waren dabei zwei 18. Plätze in Cortina d’Ampezzo und San Sicario.
Im April 2005 zog sich Vierthaler beim Training einen Kreuzbandriss im rechten Knie zu. Im Oktober 2005 begann sie wieder mit dem Stangenfahren, bereits eine Woche später folgte bei einem Sprung beim Super-G-Training auf dem Stubaier Gletscher erneut ein Kreuzbandriss im selben Knie. Nach einem rennfreien Jahr erlitt sie im November 2006 einen Kreuzbandeinriss im lädierten rechten Knie. Schlussendlich gab sie im Dezember 2006 mit nur 24 Jahren ihren Rücktritt vom aktiven Skirennsport bekannt.

## Erfolge

### Weltcup
- 7 Platzierungen unter den besten 20, davon 1 Platzierung unter den besten 10

### Europacup
- Saison 2000/01: 11. Gesamtwertung, 2. Abfahrtswertung, 6. Super-G-Wertung
- Saison 2001/02: 7. Abfahrtswertung, 12. Super-G-Wertung
- Saison 2003/04: 7. Gesamtwertung, 2. Abfahrtswertung, 7. Super-G-Wertung
- Saison 2004/05: 11. Super-G-Wertung
- 10 Podestplätze, davon 3 Siege:

| Datum           | Ort         | Land       | Disziplin |
| --------------- | ----------- | ---------- | --------- |
| 10. Jänner 2001 | Tignes      | Frankreich | Super-G   |
| 15. März 2001   | Piancavallo | Italien    | Super-G   |
| 22. Jänner 2004 | Innerkrems  | Österreich | Abfahrt   |

### Juniorenweltmeisterschaften
- Verbier 2001: 1. Abfahrt, 10. Super-G
- Tarvisio 2002: 2. Abfahrt

### Weitere Erfolge
- Österreichische Staatsmeisterin in der Abfahrt 2003
- Österreichische Vize-Staatsmeisterin im Super-G 2001
- 7 Siege in FIS-Rennen (4× Slalom, 1× Riesenslalom, 1× Super-G, 1× Abfahrt)